# Empires et Alliés
Empires et Alliés est un jeu vidéo de stratégie sur Facebook, développé par Zynga. Le jeu fut ouvert le 1er juin 2010,. En date d'octobre 2011, Empires et Alliés a plus de 29 millions d'utilisateurs mensuels actifs.
C'est un jeu de type freemium : le jeu est gratuit, mais les joueurs peuvent acheter un contenu haut de gamme dit « premium ».

## Déroulement du jeu
Le joueur commence avec quelques bâtiments, dont certains sont en ruine à la suite de l'attaque d'un ennemi appelé "Le Corbeau". Le but est de créer une armée pour pouvoir remonter la piste du corbeau en éliminant un à un tous ses complices. Pour construire cette armée, le joueur a besoin de ressources (pétrole, bois, minerai, pièces) qu'il peut se procurer en construisant des installations industrielles ou en accomplissant des missions. Chaque action permet de gagner des points et d'atteindre des niveaux supérieurs où l'on accède à de nouvelles unités et à d'autres bâtiments. Toute victoire finale sur un adversaire permet également de produire une unité spéciale.
Une zone claire, où le joueur peut construire ses bâtiments et placer ses unités est disponible au début du jeu. Une zone plus sombre représente les terres non conquises, où le joueur ne peut rien faire. Pour avoir accès aux parties sombres, le joueur doit accumuler des obligations de guerre en remportant des victoires militaires (sur terre, sur mer ou dans les airs), en demandant l'aide d'alliés ou en accomplissant certaines missions. Les combats se font sur le mode pierre-feuille-ciseaux. Par exemple, l'infanterie est très efficace face à l'artillerie, qui l'emporte sur les chars, qui battent facilement l'infanterie. 
Pour accomplir bon nombre de missions, il est indispensable de bénéficier de l'aide d'autres joueurs qui peuvent apporter de l'énergie, des ressources non produites sur le territoire (chaque joueur ne peut produire qu'un seul type de minerai : fer, or, uranium, cuivre ou aluminium) ou des pièces destinées à construire des bâtiments ou à améliorer des unités. Les joueurs peuvent également occuper des postes dans les bâtiments administratifs des voisins, ce qui leur rapporte des pièces. Les bâtiments administratifs permettent d'augmenter la limite de la population, que l'on augmente en construisant des habitations. Une population plus importante donne accès à des bâtiments plus avancés. 
La défaite finale du corbeau ne signifie pas la fin du jeu. D'autres campagnes, plus avancées, sont disponibles, ainsi qu'un mode survie. Il est également possible d'attaquer les autres joueurs pour leur voler leurs ressources.

## Nouvelle version
Une nouvelle version du jeu est sorti le 5 mai 2015.
Dans cette nouvelle version, une seule campagne est à gagner en vainquant, toujours un à un, des bosses.
Cette nouvelle version a lui aussi été fermé le 30 Mars 2023.